# Тихановський Сергій Леонідович
Сергій Леонідович Тихановський (біл. Сяргей Леанідавіч Ціханоўскі, Siarhiej Leanidavič Cichanoŭski, нар. 18 серпня 1978, Гомель, Білоруська РСР) — російськомовний білоруський блогер, автор каналу «Країна Для Життя» («Страна Для Жизни»), один із найвідоміших білоруських опозиціонерів, підприємець, колишній політичний в'язень (внесений у базу Миротворця).

## Життєпис
Народився 18 серпня 1978 року в Гомелі. Закінчив філологічний факультет Гомельського університету ім. Скорини.
Підприємець, володіє студією «Компас» у сфері відеозйомок на території Росії, України і Білорусі. Студія знімала деякі відомі рекламні ролики, кліпи для російського гурту «Пропаганда» і російського коміка Олександра Ревви. За даними російської Федеральної служби державної статистики, на кінець 2017 року сума оборотних активів компанії склала близько 13,2 млн рос. рублів.
Свій YouTube-канал Тихановський створив 11 березня 2019 року. У своєму блозі він розповідає про життя в Білорусі.

### Затримання у Жлобині
Близько 11 ранку 27 грудня 2019 року на околиці Жлобина затримали Тихановського. Він їхав на зйомки в Мінськ по шосе М5. Блогер був присутній на акції проти інтеграції з Росією на Жовтневій площі в Мінську 21 грудня. Вів звідти прямий ефір. У протоколі міліції сказано, що Тихановський активно брав участь в акції і кричав «Живе Білорусь!». На самому засіданні Сергій бути присутнім не зміг через своє робоче відрядження. Про це він повідомив Суд Радянського району Гомеля по телефону і відправив туди електронний лист. Сергій попросив перенести суд, але все ж вранці 27 грудня його затримали співробітники міліції і ДАІ біля Жлобина. Свою провину в суді блогер заперечував і говорив те, що він вів прямий ефір. Суддя Олена Шайн відхилила всі клопотання блогера. Блогера визнали винним у правопорушенні за статтею 23.34 КоАП РБ і покарали арештом на 15 діб. Блогера взяли під варту в залі суду.
Після того як Тихановський відбув 15 діб в ІТУ його знову затримали. 10 січня його привезли в суд, який виніс рішення про новий 15-добовий арешт за акцію проти інтеграції з Росією в Мінську. Але на наступний же день Тихановського випустили без пояснень причини. За 15 діб перебування в ІТТ Тихановський повинен заплатити 200 білоруських рублів.

### Обшуки
В дачному будинку Тихановського під час третього обшуку в четвер, 4 червня, знайшли 900 тисяч доларів США. Обшук проводили з 3-ох годин дня до 3-ох годин ночі. За цей час змінилося три бригади. Вся сума не була десь в одному місці, частину суми було виявлено в інших місцях. Дружина Тихановського, Світлана заявила про те, що вона ці гроші в житті ніколи не бачила.
Напередодні в Гомелі обшук відбувся в офісі блогера. Слідство стосовно Тихановського проводить 3-е управління ГУБОЗіК МВС.
Також 4 червня обшук пройшов у квартирі 69-річної матері Сергія.

## Кандидат на посадуПрезидента Білорусі
7 травня 2020 року на своєму YouTube каналі Тихановський випустив відео в якому розповів про свої наміри брати участь у президентській кампанії в якості Президента Білорусі. У цьому відео розповів про те, як на його думку, фальсифікують голоси на виборах, про свавілля білоруських чиновників. 8 травня блогера затримали і посадили в ІТТ м. Гомель. Але пізніше його випустили. Деяких членів його команди затримали, але пізніше відпустили. Центральна виборча комісія Республіки Білорусь відмовила у реєстрації Сергію Тихановському по причині того, що його підпису не було в документах. За годину до закінчення подачі заяв документи в Центральну виборчу комісію Республіки Білорусь на реєстрацію ініціативної групи подала його дружина Світлана Тихановськая. Сергій є керівником ініціативної групи своєї дружини.
29 травня під час пікету зі збору підписів Тихановський був затриманий. Під час того як він ходив і розмовляв з людьми жінка ззаду підійшла до нього і почала з ним діалог. Сергій не хотів спілкуватися нею і просто йшов від неї за версією його прихильників, на відео з місця подій видно, як він її відштовхує від себе. Під час пікету поруч з місцем збору підписів знаходилося два міліціонери. Жінка поскаржилася міліціонерам те, що Сергій відмовився відповідати на її питання, внаслідок чого міліція почала затримання Сергія. У цей момент люди з натовпу почали відштовхувати міліціонерів від Сергія, і один з міліціонерів впав на асфальт. Після цього на площі з'явилися співробітники
Омону. Деякі з учасників пікету намагалися перешкодити проїхати мікроавтобусу із затриманими, внаслідок чого виламали двері. За підсумком цього пікету Тихановський і ще дев'ять осіб були затримані. Було порушено кримінальну справу за фактом заподіяння тілесних ушкоджень різного ступеня тяжкості співробітникам органів внутрішніх справ. На наступний день Сергія і ще сімох людей перевезли до Мінська. Тихановський, а також його дружина, називають це провокацією. Після цього на сайті change.org з'явилася петиція з вимогою звільнити Сергія. Засновник Білоруського парку високих технологій Валерій Цепкало негативно поставився до затримання Тихановського. Також він заявив то що він підтримує Сергія.
Під час пікету в Гродно пропала машина яка належала гомельському активісту, який дав Сергію її на тимчасово користування. На цій машині вони приїхали в Гродно. Після зникнення авто власник написав заяву про викрадення.
Європейський союз вимагає негайно звільнити Сергія Тихановського і його соратників. «Розвиток подій в Білорусі протягом останніх декількох днів викликає серйозні питання щодо дотримання владою прав людини і основних свобод», — заявив прес-секретар Європейської служби зовнішніх дій Петер Стано. Організація з безпеки і співробітництва в Європі також приєдналася до заяви членів Європейського парламенту про негайне звільнення Сергія Тихановського і його соратників. Якщо влада це не зробить то вони введуть санкції.
Увечері 8 червня закінчився 10-добовий термін перебування Тихановського під вартою, після чого термін його утримання під вартою продовжений на два місяці. 9 червня Слідчий комітет Республіки Білорусь пред'явив звинувачення Тихановському за статтею частина 1 стаття 342 КК РБ (організація та підготовка дій, що грубо порушують громадський порядок). Разом з ним у цій справі проходять ще сім осіб, проти одного з них порушено ще одну справу — за статтею 364 КК РБ (насильство щодо працівників органів внутрішніх справ).
9 червня Європейський союз закликав зняти звинувачення з Тихановського та інших активістів. Як вважає Європейський союз, звинувачення, висунуті Слідчим комітетом Білорусі блогеру Сергію Тихановському і семи іншим активістам, необгрунтовані. Про це заявив 9 червня, офіційний представник глави дипломатії Європейського Союзу Жозепа Борреля — Петер Стано, відповідаючи на запитання одного з кореспондентів під час брифінгу в Брюсселі. «У світлі свавільного характеру затримання та переслідування пана Тихановського, ЄС, як і раніше, закликає звільнити його негайно і без додаткових умов, а всі звинувачення проти нього та інших активістів зняти», — сказав Петер Стано. Також Стано додав «По-друге, Білорусь в даний час знаходиться у виборчій кампанії. Парламентські вибори в минулому році виявилися упущеної можливістю провести їх за європейськими нормами. Тепер для Білорусі дуже важливо забезпечити дотримання фундаментальних прав та прав людини білоруського населення».
24 липня суд продовжив арешт Тихановського на 15 діб. Його тримають під вартою за мітинг 27 травня у Могильові.
25 липня Тихановского додали до бази даних центра «Миротворець» за свідоме порушення кордону України і поїздки до Криму, в спробах легалізувати окупацію Криму. Приводом стала публікація на сайті «Наша Ніва» з кількома кримськими фотографіями Тихановського 2017 року. Після звільнення, Тихановський підтвердив, що їздив до окупованого Криму 2017 року як паломник і «не замислювався про політичні питання». При цьому він зазначив, що підтримує Україну і Зеленського.

### Список пікетів на підтримку Світлани Тихановської
| Місто    | Дата                           | Відео                                                              | Примітки                     |
| -------- | ------------------------------ | ------------------------------------------------------------------ | ---------------------------- |
| Брест    | 31 травня                      | Відео                                                              | [ 88 ] [ 89 ] [ 90 ] [ 91 ]  |
| Вітебськ | 26 травня, 31 травня           | Відео                                                              | [ 92 ] [ 93 ]                |
| Гродно   | 29 травня                      | Відео [Архівовано 23 січня 2022 у Wayback Machine.]                | [ 94 ] [ 95 ] [ 96 ]         |
| Мінськ   | 24 травня, 31 травня, 7 червня | Відео № 1 [Архівовано 31 травня 2020 у Wayback Machine.] Відео № 2 | [ 97 ] [ 98 ] [ 99 ] [ 100 ] |
| Могильов | 27 травня                      | Відео                                                              | [ 101 ] [ 102 ]              |

Також пікети пройшли в Ліді, Молодечно, Орші, Стовбцях, Жлобині, Лунинці, Річиці, Барановичах і в інших містах.

## Критика
- Президент Білорусі Лукашенко під час спілкування з працівниками Мінського тракторного заводу відповів на питання про свої можливі симпатії до потенційних кандидатів на виборах[108]. «Ми знаємо, на чиїх машинах їздить, хто його фінансує. Ми знаємо, звідки він приїхав, яке у нього громадянство та інше… Ми всі це знаємо. Та я вже дивлюся, мені дають інформацію, вже наші люди побачили», — розповів Лукашенко маючи на увазі Тихановського[109][110]. В цей же день Тихановський розповів газеті «Наша Ніва» що він з цього приводу думає[111]. «У мене одне громадянство, інших ніколи у мене не було. Щодо грошей — у мене бізнес з 2005 року, у мене є гроші» — сказав Тихановський.

- Голова Центрального комітету Комуністичної партії Білорусі Олексій Сокіл заявив, що виборча кампанія 2020 Сергія Тихановського — це провокація[112].
- Лідер партії КХП-БНФ Зенон Позняк назвав Тихановського «організатором і реальним авторитетом протестного руху». Позняк зазначив, що Сергій Тихановський — «білорус, який, незважаючи на проблеми з орієнтацією в національних цінностях, має перспективи в розвитку особистості і в оточенні білоруських громадських завдань». Позняк назвав арешт Тихановського незаконним і закликав своїх однопартійців вимагати його звільнення[113]. До затримання Тихановського Позняк заявляв, що «Тихановський борець, але поки ще не лідер мас»[114]. Раніше Позняк оцінював Тихановського менш прихильно. Він заявляв те що Тихановський не користується білоруською національною символікою[115].
- Лідія Єрмошина подала в Слідчий комітет заяву, в якому просить розглянути дії Тихановського на пікетах зі збору підписів. Зокрема, на одному з пікетів був вивішений плакат з образливим прізвиськом голови Центрально Виборчої Комісії та словом «Прихлопнути», що є синонімом слова «Вбити» — сказав Еромшина на засіданні ЦВК 4 червня[116][117]. Вона вважає те, що пікети, які проводяться на підтримку Світлани Тихановської — це не пікети, а мітинги[118].

## Ув'язнення
У Гомелі 14 грудня 2021 року було оголошено вирок шести політв'язням, яким інкримінували організацію «масових заворушень» у Білорусі під час підготовки та проведення президентських виборів у 2020 році.
Суд у «справі Тихановського» проходив у закритому режимі в будівлі гомельського СІЗО протягом майже шести місяців. Генеральна прокуратура РБ висунула позов до обвинувачених у розмірі 3,078 млн рублів ($1,2 млн).
Сергій Тихановський був визнаний винним за ч.1 ст.293 (Організація масових заворушень), ч.3 ст.130 (Розпалювання соціальної ворожнечі), ч.2 ст.191 (Запобігання роботі ЦВК), ч.1 ст.342 (Організація дій, що грубо порушують громадський порядок). Йому призначили 18 років колонії посиленого режиму".
21 червня 2025 року Тихановського звільнили з в'язниці після візиту Келлога до Білорусі.

## Особисте життя
Дружина - Світлана Тихановська, є діти.

### Нерухомість
У 2017 році придбав будинок в селі Городня-Гомельська за $2000. Тихановський хотів зробити з нього готель, хостел з кафе та магазином. Поруч із магазином планував встановити пам'ятник Іванові Кормянському за $20 тис. 2019 року Сергій заявив, що нічого з запланованого зробити не вдалося. Виявилося, що будинок є історико-культурною цінністю, і змінювати щось у ньому без дозволу чиновників неможливо, а дозволів він не отримав.